# Livorno Ferraris
Livorno Ferraris – miejscowość i gmina we Włoszech, w regionie Piemont, w prowincji Vercelli.
Według danych na rok 2004 gminę zamieszkiwało 4321 osób, 74,5 os./km².
W miejscowości jest stacja kolejowa Livorno Ferraris.